# Christmas cracker

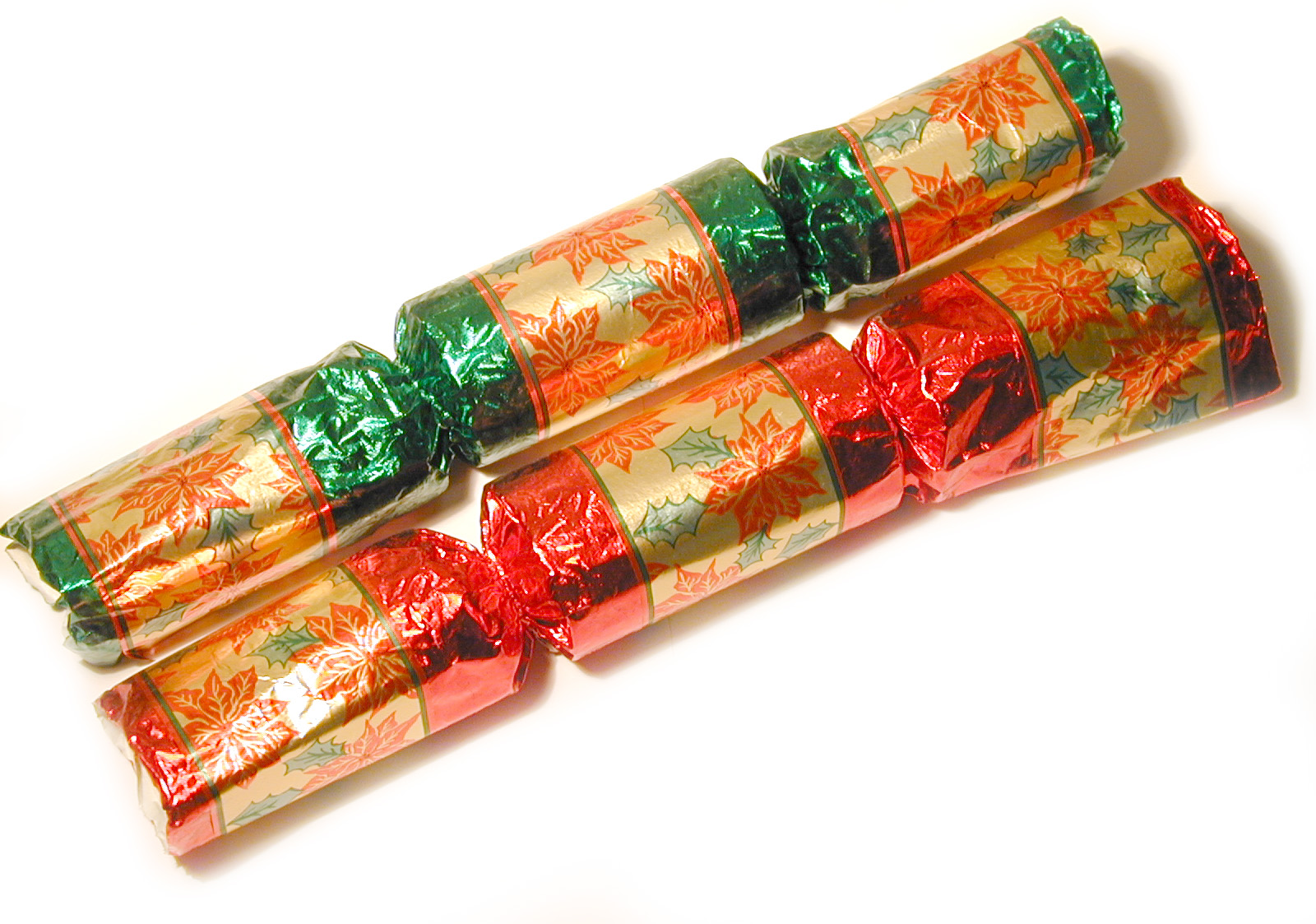
Christmas crackers

Christmas cracker – kartonowa rolka zawierająca niespodziankę, zapakowana w kolorowy papier, w sposób przypominający duży cukierek, stanowiąca tradycyjny element przyjęć i obiadów bożonarodzeniowych w Wielkiej Brytanii. Otwierany z trzaskiem poprzez jednoczesne pociągnięcie za oba końce, zgodnie ze zwyczajem przez dwie osoby. Przy świątecznym stole otwierane są zazwyczaj jednocześnie – zgromadzeni krzyżują ręce, prawą dłonią trzymając końcówkę własnego crackera, a lewą pociągając za koniec crackera osoby obok.
Zawartość crackera stanowi najczęściej papierowa korona, niewielki upominek oraz karteczka z żartem (te są często banalne i mało śmieszne).
Początki Christmas crackers sięgają połowy XIX wieku, gdy londyński cukiernik Tom Smith zaczął sprzedawać zapakowane w ten sposób cukierki, dołączając do nich karteczki z wierszami miłosnym. Z czasem cukierki ustąpiły miejsca innym upominkom. Papierowe nakrycia głowy zaczęły się pojawiać wewnątrz crackerów na przełomie XIX i XX wieku, a w latach 30. XX wieku wiersze miłosne wyparte zostały przez limeryki czy żarty, wkrótce stając się tradycyjnym elementem obchodów Bożego Narodzenia.